# Chuck Knoblauch

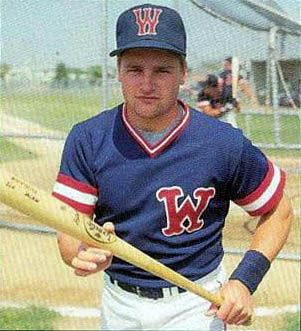
Chuck Knoblauch.

Edward Charles "Chuck" Knoblauch (7 de julho de 1968) é um ex-jogador profissional de beisebol norte-americano.

## Carreira
Chuck Knoblauch foi campeão da World Series 2000 jogando pelo New York Yankees. Na série de partidas decisiva, sua equipe venceu o New York Mets por 4 jogos a 1.